# Simijaca
Simijaca – miasto w Kolumbii, w departamencie Cundinamarca.